# Bonava
Bonava er en boligudvikler med aktiviteter i Tyskland, Sverige, Finland, Estland, Letland og Litauen. Indtil videre har virksomheden iflg egne oplysninger bygget cirka 40.000 hjem.  Bonavas aktier og grønne obligationer er noteret på Nasdaq Stockholm.
Navnet Bonava kommer fra det svenske ord 'bo' som symboliserer hjem, og 'nav' som refererer til det omgivende nabolag. 

## Historie
Bonava har sin oprindelse inden for NCC og forretningsområdet NCC Housing. 
Som led i koncernens strategiske gennemgang i 2021 blev det besluttet at afvikle den danske aktivitet.  

## Bonava i Danmark
I Danmark har Bonava bygget lejligheds- og rækkehusprojekter i mange år, heriblandt Krøyers Plads på Christianshavn, som i 2015 fik MIPIM-prisen for verdens bedste boligbyggeri, og Byhusene på Islands Brygge, der er en moderne fortolkning af Kartoffelrækkerne. Byhusene ligger i Havnevigen og modtog i 2017 Københavns Kommunes præmiering for 'Gode og Smukke Bygninger' opført i 2015 og 2016. Havnevigen er en ny bydel udviklet af Bonava og rummer Københavns første vig. 
I 2015 blev Bonava udnævnt til årets største vækstkomet målt på omsætning af Børsen